# 愛情敗犬向前衝
《戀愛向前衝》，是一部由藤原晶所創作的日本漫畫，於2008年3月至2009年12月於Petit comic（小學館）上連續。單行本共4本，2017年日本電視台改編成電視連續劇。

## 概要
茅崎美沙工作十分出色而且很漂亮，以成為公司高層為目標。但因為她每次戀愛最長兩個月，所以漸漸變成重視工作的愛情敗犬。某天她在公園跑步時，遇上真命天子雄島佳介，一個從紐約回來經營的專家。正當美沙過著幸福的生活時，她發覺自己有機會升職成主任，但結果她只是當副主任，而主任人選竟然就是佳介，讓她的事業夢想大受打擊，兩人之間的故事亦因此而展開。

## 登場角色
茅崎美沙
大型貿易公司內工作。25歲。營業一課成績第一位。工作出色而且很漂亮。
本來以為有機會升為主任的她，結果被新請回來的雄島佳介搶走了主任一職，而她只能當擔當副主任。
榎田千尋
百貨公司接待員。25歲。美沙大學時期最好的朋友和室友。
雄島佳介
27歲。由美國紐約回來的天才營業員。
橋本司
營業二課主任。27歲。美沙的同事，視美沙為競爭對手。

## 出版資訊
- 《愛情敗犬向前衝》" 小學館 〈フラワーコミックスα〉全4卷
  1. 2008年8月  8日， ISBN 978-4-09-131812-1
  2. 2009年3月10日， ISBN 978-4-09-132247-0
  3. 2009年8月10日， ISBN 978-4-09-132586-0
  4. 2010年1月  8日， ISBN 978-4-09-132888-5

## 電視連續劇
2017年4月6日至6月22日由讀賣電視台製作・日本電視台播放。由高梨臨主演，全12集。香港由myTV SUPER日劇台於2017年6月14日至8月30日播放。

### 登場角色

#### 主要角色
茅崎美沙 - 高梨臨 (香港配音：詹健兒)
在遊戲公司「Basquait」中工作，原以為會接替成為新社長，結果卻被在公園遇到的佳介接替。
雄島佳介 - 田中圭 (香港配音：關令翹)
「Basquait」新社長。由紐約回來的經營者，在公園遛狗遇到在運動的美沙，進而對她一見鍾情。
榎田千尋 - 土村芳 (香港配音：魏惠娥)
「第七証券公司」前接待員。美沙由學生時代最好的朋友，和美沙同住。從証券行辭職後在六本木再次就職。
橋本司 - 淵上泰史 (香港配音：陳耀楠)
「Basquait」程序員。在池塘中救回因尋找戒指而差點淹死的千尋，最後和千尋結婚。
樓井理佳子 - 内田理央 (香港配音：何寶珊)
「第七証券會社」接待員。千尋的後輩，千尋未婚夫的出軌對象。
柿谷真吾 - 小關裕太 (香港配音：曹啟謙)
「Basquait」策劃人和主任。美沙的後輩，對美沙有傾慕之情。

#### PAL GAME
和久井遙香 - 野波麻帆 (香港配音：曾佩儀)
「PAL GAME」社長。佳介的前女友。

#### Basquait
日下部慎太郎 - 寺脇康文 (香港配音：李錦綸)
「Basquait」前社長和擁有者。
小池奈奈 - 今野杏南 (香港配音：陳皓宜)
「Basquait」策劃和製作人。美沙的下屬。
塚地 - 中村公隆 (香港配音：張預東)
「Basquait」設計師。美沙的下屬。
夏目元氣 - 雨野宮將明 (香港配音：陳卓智)
「Basquait」見習設計師。 美沙的下屬。

#### 其他角色
前島耕一 - 金剛地武志 (香港配音：劉奕希)
遊戲雜誌總編輯。
時藤仁 - 長田成哉 (香港配音：李安邦)
「第七証券公司」的雇員。千尋的未婚夫，和理佳子有肉體關係。
川上怜奈 - 大澤光 (香港配音：李潤知)
今泉萬里江 - 本田なお (第4集) (香港配音：劉惠雲)
黒川卓美 - 小西遼生 (香港配音：葉振聲)
馬場薫 - 遊井亮子 (香港配音：鄭麗麗)
「Basquait」員工(第7話) - 羽鳥慎一
配送員(第7話) - 吉村崇

### 工作人員
- 原作 - 藤原晶《愛情敗犬向前衝》 (小學館「Petit comic」FCα刊)
- 編劇 - 横田理惠、牟田桂子、松本美彌子
- 導演 - 大谷健太郎、本田隆一、澀谷英史、汐口武史
- 音樂 - 吉俣良
- 主題曲 - 秦基博「Girl」(Ariola Japan)
- 插畫 - 田邊誠一
- 技術協力 - Video Staff
- 照明協力 - The Horizon
- 美術協力 - 富士藝術
- 遊戲監督 - 松田達夫 (Toyko Technical College)
- 車輛 - Mercedes-Benz
- 製作協力 - The icon
- 制作 - 讀賣電視台

### 集數列表
| 集數   | 播放日期        | 日語標題                            | 編劇       | 導演       |
| ------ | --------------- | ----------------------------------- | ---------- | ---------- |
| 第1集  | 4月6日          | キスとマグロ、さばけない女たち      | 横田理惠   | 大谷健太郎 |
| 第2集  | 4月13日         | 不満 不感 愛でるキス                | 横田理惠   | 大谷健太郎 |
| 第3集  | 4月20日         | キスの一歩前、スキの一歩先          | 牟田佳子   | 本田隆一   |
| 第4集  | 4月27日         | 恋の矢印↘渋滞中                     | 横田理惠   | 本田隆一   |
| 第5集  | 5月4日          | 絶叫・絶望・絶頂 初デートと最後の夜 | 横田理惠   | 大谷健太郎 |
| 第6集  | 5月11日         | 結ばれた先の切なき悶え              | 牟田佳子   | 大谷健太郎 |
| 第7集  | 5月18日         | 恋人の幸せ、セフレの覚悟            | 松本美彌子 | 澀谷英史   |
| 第8集  | 5月26日(星期五) | 好きだから疑う 痛すぎる真実         | 松本美彌子 | 大谷健太郎 |
| 第9集  | 6月1日          | 決壊する感情 哀しき鉢合わせ         | 横田理惠   | 大谷健太郎 |
| 第10集 | 6月8日          | あなたの手のぬくもり                | 横田理惠   | 汐口武史   |
| 第11集 | 6月15日         | あなたのことが好き                  | 松本美彌子 | 大谷健太郎 |
| 最終話 | 6月22日         | 恋がヘタでも生きていく              | 横田洋三   | 大谷健太郎 |

## 外部連結
- 讀賣電視台官方網站 （页面存档备份，存于）
  - 愛情敗犬向前衝的X（前Twitter）
  - 愛情敗犬向前衝的Facebook專頁
  - 愛情敗犬向前衝的Instagram帳戶